# Wekerle-telep

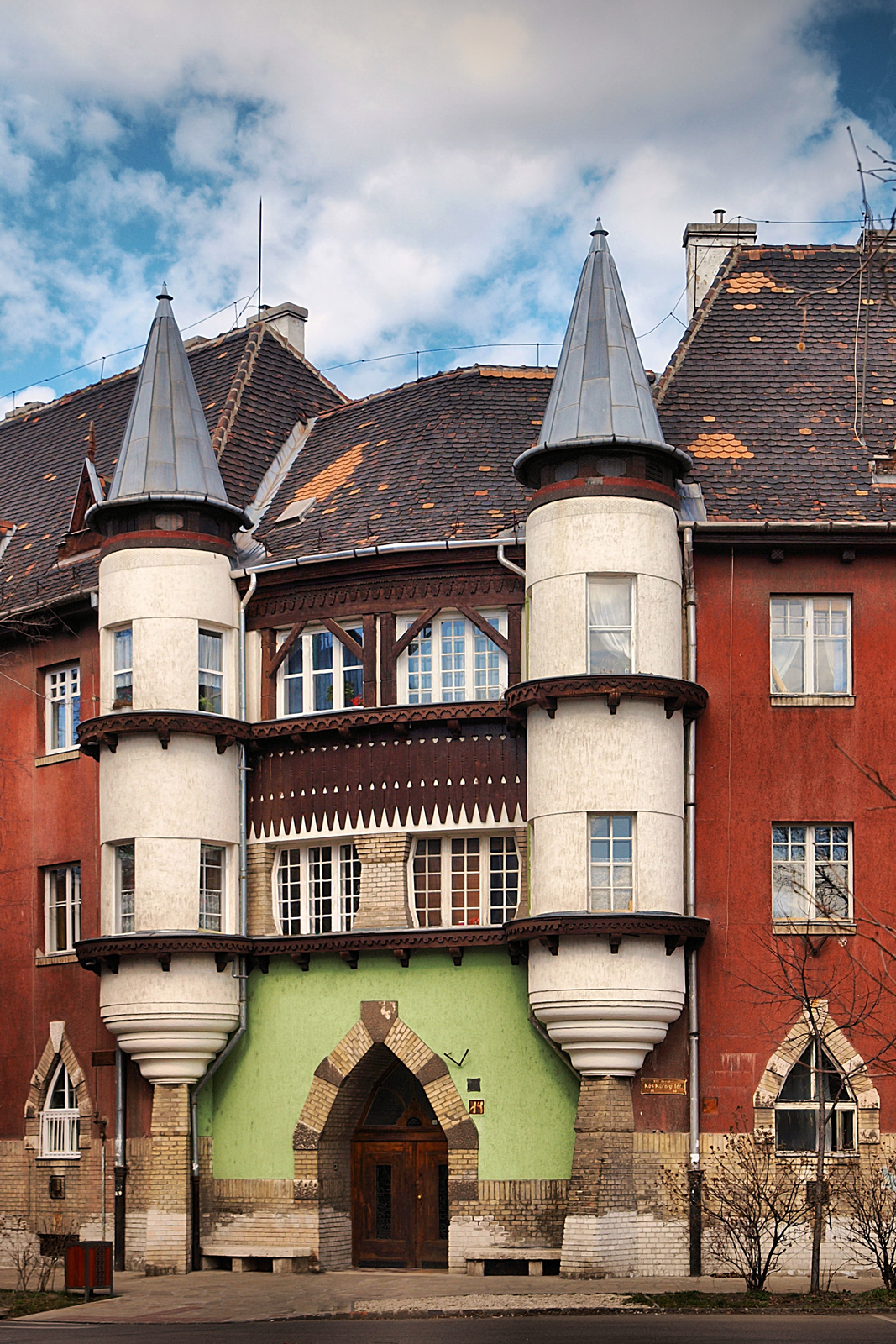
Wohnhaus, Károly Kós Platz 14

Wekerle-telep (ungarisch für Wekerle-Siedlung) ist ein Stadtviertel im XIX. Bezirk im Südosten Budapests, zwischen Kispest und Pesterzsébet.
Die Gartenstadt aus ungefähr 1000 Häusern wurde zwischen 1908 und 1924 für öffentliche Bedienstete der Stadt Budapest errichtet und besteht mehrheitlich aus einstöckigen Häusern mit Gärten in einem Geflecht breiter rechtwinkliger und diagonaler Alleen. Sie ist ein sehr frühes Beispiel einer tatsächlich gebauten Gartenstadt außerhalb Großbritanniens und wird auch heute noch mehrheitlich von mittelständischen Beamten bewohnt.
Das Zentrum bildet ein Park, um den herum die öffentlichen Gebäude angelegt sind. Die Siedlung wurde nach Sándor Wekerle, dem ersten nichtadeligen ungarischen Ministerpräsidenten, benannt.